# Далмат Исетский
Далмат Исетский (Далмат Пермский, в миру Дмитрий Иванович Мокринский; 1594, Берёзов — 25 июня (5 июля) 1697, Далматовский Успенский монастырь) — основатель Далматовского Свято-Успенского мужского монастыря. Возникшее рядом с монастырём поселение в 1781 году получило статус уездного города с названием Далматов в честь основателя. 
Преподобный Русской православной церкви (канонизирован в 2004 году как местночтимый святой Курганской и Шадринской епархии), память совершается (по юлианскому календарю): 10 июня (Собор Сибирских святых) и 25 июня. Архиерейским собором 2013 года утверждено общецерковное почитание преподобного Далмата.
О жизнеописании преподобного Далмата сообщает «Известие об основании Далматовского монастыря», написанное в начале XVIII века его сыном архимандритом Исааком (Мокринским).

## Биография
Дмитрий Мокринский родился в 1594 году в семье казачьего атамана Ивана Мокринского в Берёзовском остроге Берёзовского уезда Тобольского разряда (ныне посёлок городского типа Берёзово — административный центр Берёзовского района Ханты-Мансийского автономного округа — Югры). Его мать, предположительно, происходила из новокрещёных сибирских татар рода тюменского мурзы Илигея или остяков. В семье было три сына: Дмитрий, Савватий (умер в 1643—44 окладном году) и Фёдор.
Из документов сибирского делопроизводства известно, что Дмитрий числился в детях боярских и около 1627—1628 годов вместе с семьёй был переведён из Берёзова в Тобольск. В документах 1628 года он упоминается как тобольский городничий, а в 1633 году — как приказчик в Вагайском остроге. В период службы Дмитрия тобольским городничим в съезжей избе, где он ночевал, 9 декабря 1628 года произошёл пожар, в котором сгорели городовая печать, воеводские дела и крупная сумма денег. Было проведено следствие по подозрению в умышленном поджоге, по итогам которого с Дмитрия все обвинения были сняты. В 1633 году им были задержаны двое беглых колодников из Тобольска, взятых в плен во время Смоленской войны. По причине нехватки доходов (государево жалование — хлебный оклад в 11,5 четверти) для содержания своей семьи (у Дмитрия было пять детей) он завёл земельную запашку и, по словам его сына Исаака, был «не велми богат, но жительствуя вез великия скудости, дом свой строя во обилии, по своей вере вез нужды прилежа церкви».
В 1642 (1643) году Дмитрий оставил службу, жену, детей:4 и принял монашеский постриг с именем Далмат в Невьянском Спасо-Богоявленском монастыре. Вероятно, выбор этого монастыря для пострига был обусловлен тем, что в Невьянской слободе жил его брат Савватий. Около 1644 года Далмат в поисках уединения оставил монастырь, где ему предлагали должность строителя, и стал жить отшельником в пещере в месте впадения реки Течи в реку Исеть, называемом Белое Городище. В том же году им была возведена деревянная часовня. Эта земля была собственностью татарина Илигея, который сдавал свои земли в аренду для промысла ирбитцам и невьянцам Королёвым и Шипицыным, и под влиянием арендатора он дважды пытался выгнать Далмата из его пещеры. По сообщению жития преподобного Далмата, в 1645 году, когда Илигей направился к пещере, чтобы выгнать Далмата, ему явилась Богородица и повелела отдать отшельнику эту землю. Весной 1646 года Илигей передал Белое Городище в собственность преподобному Далмату (позднее в 1659 году царской грамотой эти земли были закреплены за основанным Далматом монастырём).

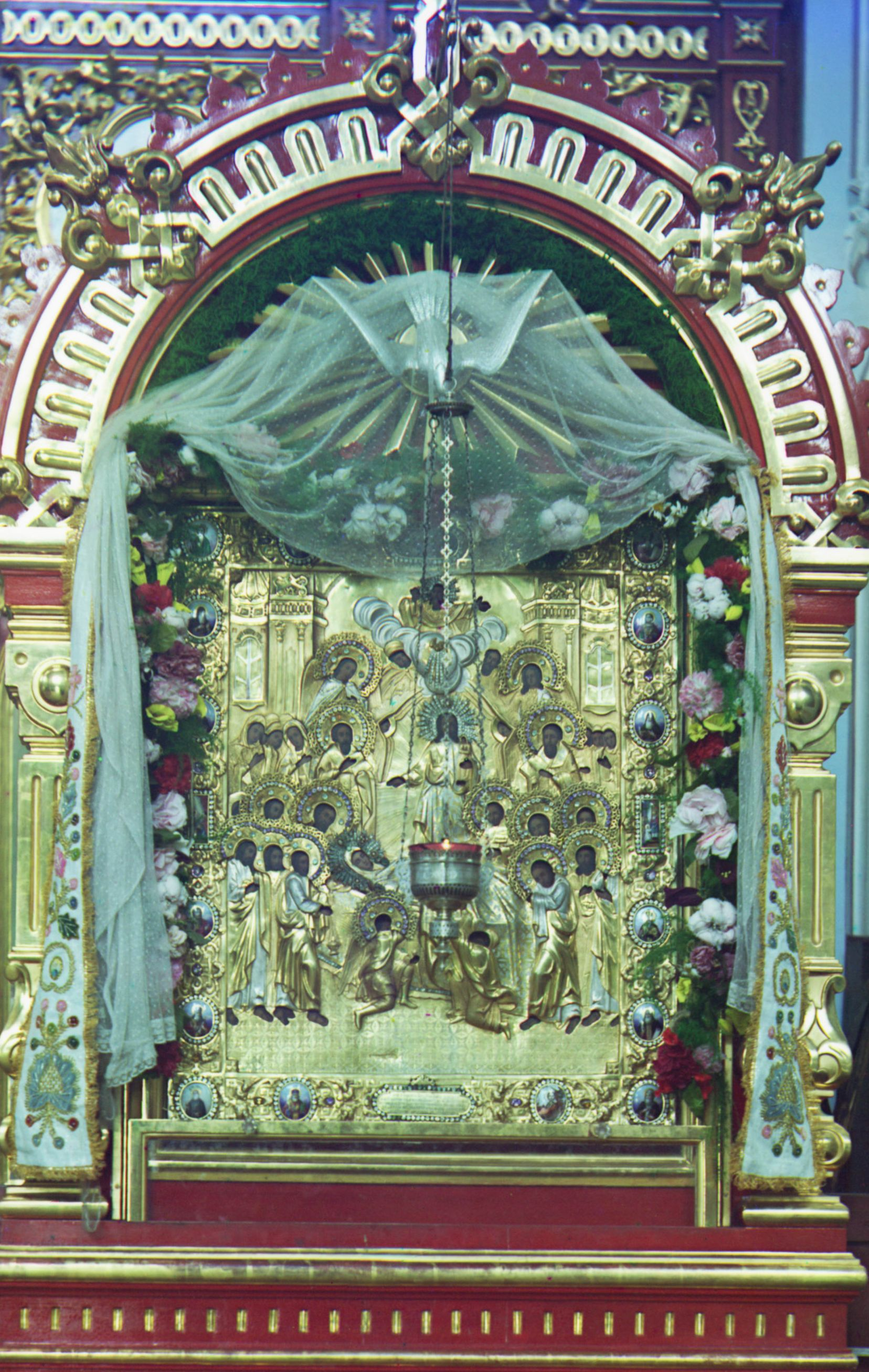
Далматская икона Успения Пресвятой Богородицы

Вскоре вокруг Далмата образовалась группа последователей, была создана Исетская пустынь, ставшая первым русским поселением в долине реки Исети. Первым сподвижником Далмата стал старец Иван из Нижнего Новгорода. С 1649 года в монастыре Далмата за вклад жил Тимофей Невежин, основатель города Кургана, который выполнял всякую монастырскую работу без денежного и хлебного жалования. По благословению Тобольского архиепископа Герасима (Кремлёва) в монастыре была построена деревянная часовня. Главной святыней обители стала икона Успения Пресвятой Богородицы, принесённая Далматом из Невьянского монастыря. В сентябре 1651 года пустынь была сожжена войском сибирского царевича Девлет-Гирея. Часть монахов была убита, остальных увели в плен:5. Преподобный Далмат отсутствовал во время набега на пустынь и, придя на пепелище, нашёл неповреждённую икону Успения Богородицы. После этих событий к Далмату вновь пришли сподвижники, и обитель была восстановлена. В начале 1650-х годов в пустынь к Далмату пришёл, стал его учеником и прожил в пустыни более 10 лет Афанасий (Любимов) — будущий первый Холмогорский и Важский архиепископ. В Исетской пустыни по благословению архиепископа Тобольского Симеона была построена церковь Успения Пресвятой Богородицы с приделом Димитрия Прилуцкого и кельи, а саму обитель обнесли острогом.
В 1651 году, старцы обратились с челобитной к царю Алексею Михайловичу и тобольскому воеводе Василию Борисовичу Шереметьеву с просьбой о пожаловании им этих земель. Царской грамотой от 17 мая 1659 года пустынь была утверждена в качестве монастыря, его охрана была поручена тобольскому воеводе:9. Первым игуменом монастыря стал сын преподобного Далмата Исаак, принявший монашеский постриг в обители своего отца после 1651 года. В монастыре для Далмата была устроена отдельная келья, в которой он находился в затворе (в сенях для напоминания о смертном часе стоял приготовленный Далматом для себя гроб). Несмотря на это, в письме в Тобольск от 1664 года он сообщал, что без его указания «братия по своим волям до сего дни никакова дела духовнаго и телеснаго делать не начинали и не делали». Также Далмат писал, что он направляет в степь дозоры для информирования о приближении кочевников. В 1662—1664 годах монастырь неоднократно подвергался набегам кочевых племён, разорявших его (например, про набег отряда Сары Мергена в 1662 году архивные документы сообщают, что монастырь «варварами не оставлен даже в развалинах, но по сожжению сравнен с землёю»). В этот период Далмат несколько раз был при смерти, дважды его монастырь уничтожали до основания и дважды он восстанавливал его из руин:181.
В монастыре Далматом поддерживался очень строгий монашеский устав. Так, в 1664 году Тобольской съезжей избой был рассмотрен донос на руководителей монастыря, гласивший, что в нём не отмечаются дни ангела царя Алексея Михайловича и членов его семьи:182. В собственноручно написанных Далматом объяснениях он сообщает, что в его монастыре царские именины, приходящиеся на дни Великого поста, отмечают только совершением молебна, а празднование совершают уже после Светлой седмицы. Для распространения православия в Зауралье Далмат вместе со своим сыном Исааком в 1684 году основали рядом с Успенским монастырём женский Введенский монастырь, в котором проживало 27 сестёр:11.
После проведения патриархом Никоном богослужебной реформы Далмат не сразу принял исправления богослужения. Из-за связи Далматова монастыря со старообрядцами сын Далмата Исаак около 1668 года был отстранён от игуменства (все прещения с него были сняты только в 1685 году под условием, чтобы он «с раскольниками раскола не говорил»). О принадлежности преподобного Далмата и его сына к старообрядчеству писал в своём доносе бывший игумен невьянского Богоявленского монастыря Евсевий (Левонов), принявший монашеский постриг в Далматовом монастыре: «был злой расоколник и святыя тайн не приобщался, так и душу свою без покаяния, удалялся от святыя церкви, изверже». По одной из гипотез, зауральские старообрядцы в своих спорах о сущности антихриста апеллировали ко мнению Далмата (преподобному Далмату приписывается авторство адресованного староверам «Послания об антихристе и тайном царстве его»). О принадлежности Далмата к старообрядчеству пишет также В. Н. Татищев, сообщая, что он ушёл в раскол ещё до монашеского пострига, прожил в пустыни 10 лет и был обращён в православие тобольским архиереем. Данное сообщение считается основанным на недостоверных слухах.

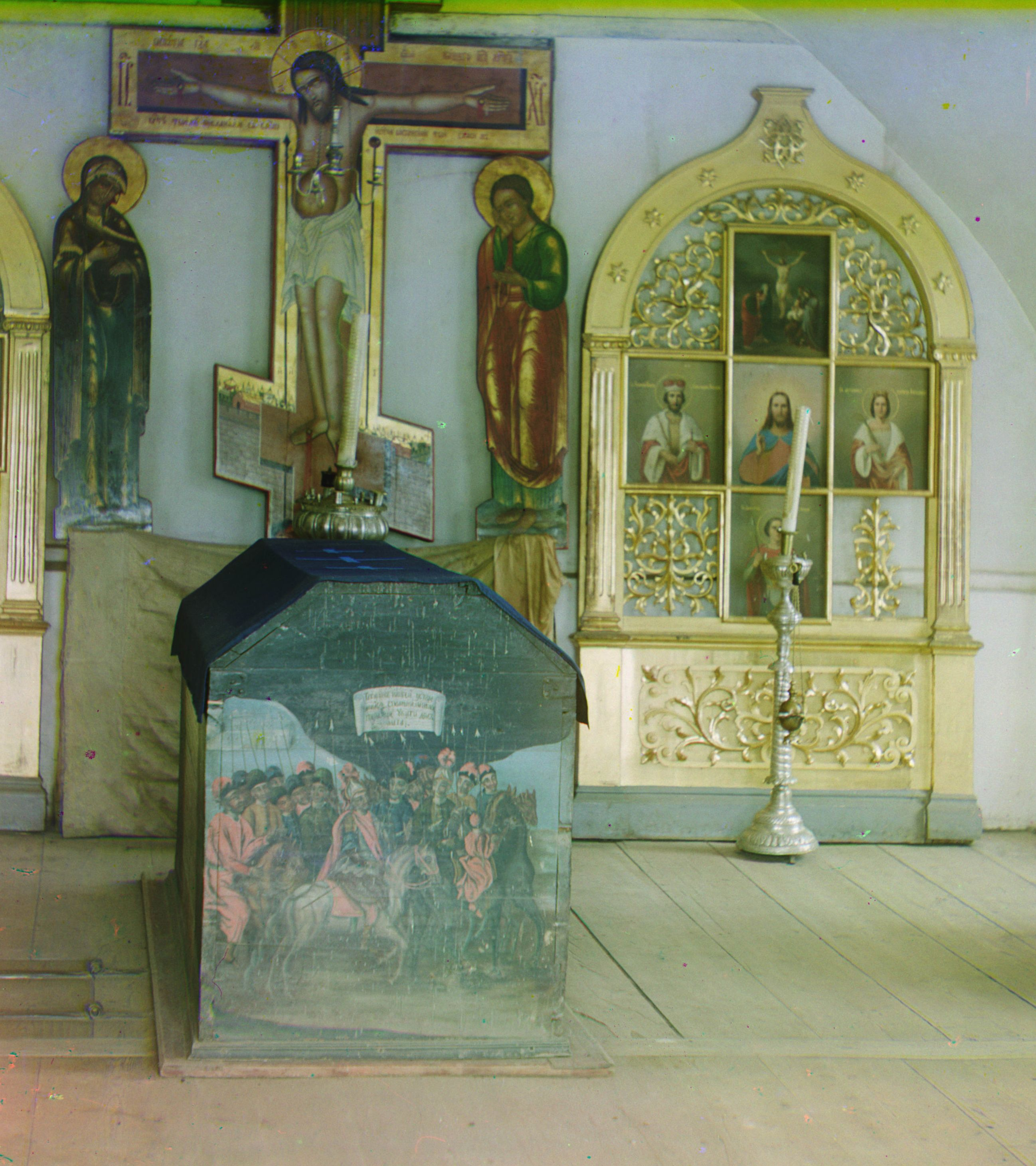
Рака преподобного Далмата
(С. М. Прокудин-Горский, 1912 год)

Преподобный Далмат скончался 25 июня (5 июля) 1697 года в возрасте 103 лет:183. Монастырская летопись сообщает об этом следующее:

…в летах совершенных, созревший в добродетелях, как полная пшеница для небесной житницы, он преставился мирно во 24 день[sic] июня 1697 года. Игумен Исаак без сомнения, не без слез, в сем гробе сокрыв бренные останки его, предал земле при алтаре деревянного Успенского храма, в память, что Старец Далмат был виновником и первым основателем сего храма.

## Почитание
Далмата погребли на месте первой монастырской Успенской церкви, в сделанном им для себя гробу. Захоронение было устроено в кирпичном склепе:183, а в 1707 году над ним была возведена деревянная часовня. Могила Далмата была украшена деревянным надгробием, которое в 1793 году расписал художник И. Соколовский. Росписи надгробия содержали сцены из жизни старца (конфликт с Илигеем, явление Богородицы Илигею и его покаяние перед Далматом), а также стихи о первоначальной истории Далматовского монастыря:31-35.
Почитание Далмата как святого началось в народе, который приходил молиться на его могиле (особенно много паломников приходило в монастырь 15 августа и 9 мая) и взять воды из родника на Белом Городище, которая почиталась целебной. В 1864 году в Далматове по просьбе жителей был установлен ежегодный крестный ход в день смерти старца Далмата для отвращения пожаров. Далмат в народе стал почитаться как покровитель воинов, и новобранцы перед отправкой в армию приходили к его гробнице, чтобы надеть на себя шлем и кольчугу Далмата (см. «Шлем Илигея») и получить этим для себя благословение:184. При этом народное почитание Далмата не находило поддержки у духовных властей. Так, были отклонены предложения губернского секретаря П. Д. Пономарёва в 1836 году возвести над могилой Далмата церковь и крестьянина М. Ф. Зайцева в 1845 году — построить в Далматове часовню на месте подвижничества старца. Впервые в официальных документах Далмат был назван преподобным в 1871 году — так о нём сообщает рапорт епископу Пермскому и Верхотурскому Антонию (Смолину):185. С этого же года в монастыре начали вести запись чудес по молитвам к преподобному Далмату (монастырский архив содержит около 30 подобных записей за XIX век).

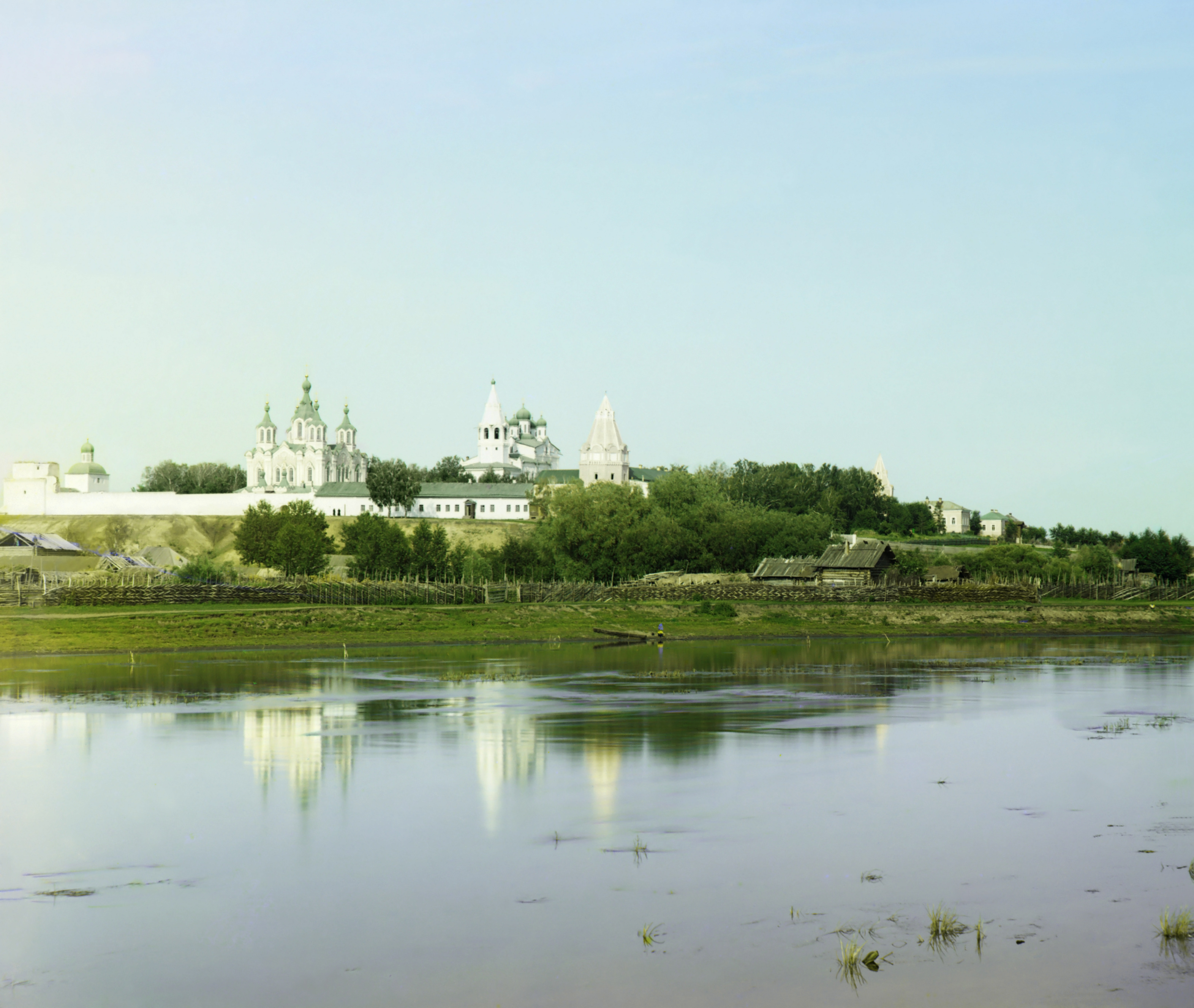
Далматовский монастырь в 1912 году

В 1871 году рядом с захоронением Далмата было начато строительство храма в честь иконы Богородицы «Всех скорбящих Радость» и во время земляных работ был обретён гроб старца. Настоятель монастыря архимандрит Исаакий обратился с письмами об этом событии к правящему и викарному архиереям, склеп и гроб Далмата были освидетельствованы епископом Екатеринбургским Вассианом (Чудновским). После этого было принято решение изменить конфигурацию фундамента строящегося храма и оставить гроб Далмата на прежнем месте. В 1896 году над могилой Далмата возвели каменную усыпальницу, примыкающую к храму иконы «Всех скорбящих Радость». Её стены украсили изображениям со сценами из жизни преподобного Далмата, а на северной стене поместили его портрет, выполненный масляными красками, который считался прижизненным. В 1918 году имя преподобного Далмата было включено в службу всем святым, в земле Российской просиявшим, составленную епископом Ковровским Афанасием (Сахаровым).
В 1923 году Далматовский монастырь был закрыт, в 1928 году прекратились богослужения в Скорбященской церкви, при которой находилась гробница. С 1933 года в помещении усыпальницы святого последовательно находились гардероб совхозного театра, госпиталь, производственные помещения завода молочного машиностроения «Старт», прачечная. Вещи старца Далмата были переданы в местный краеведческий музей, надгробие выброшено на свалку, пол над местом захоронения старца неоднократно бетонировался, а росписи усыпальницы были закрашены:186.

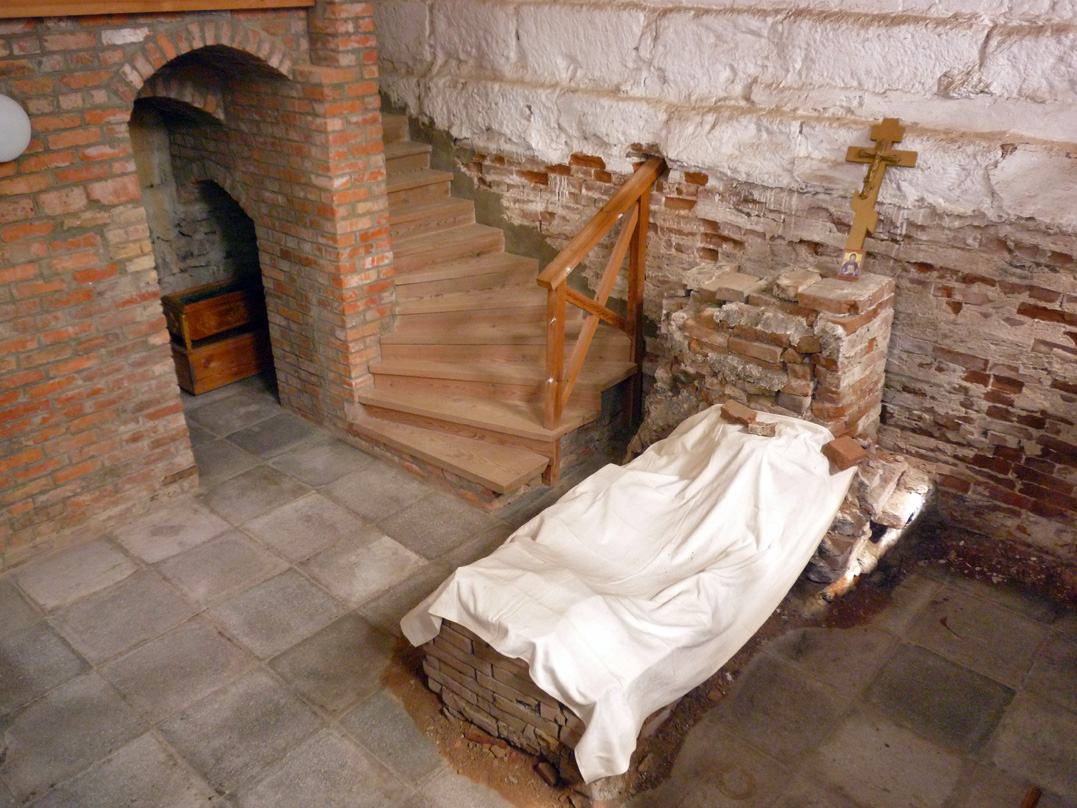
Место обретения мощей преподобного Далмата

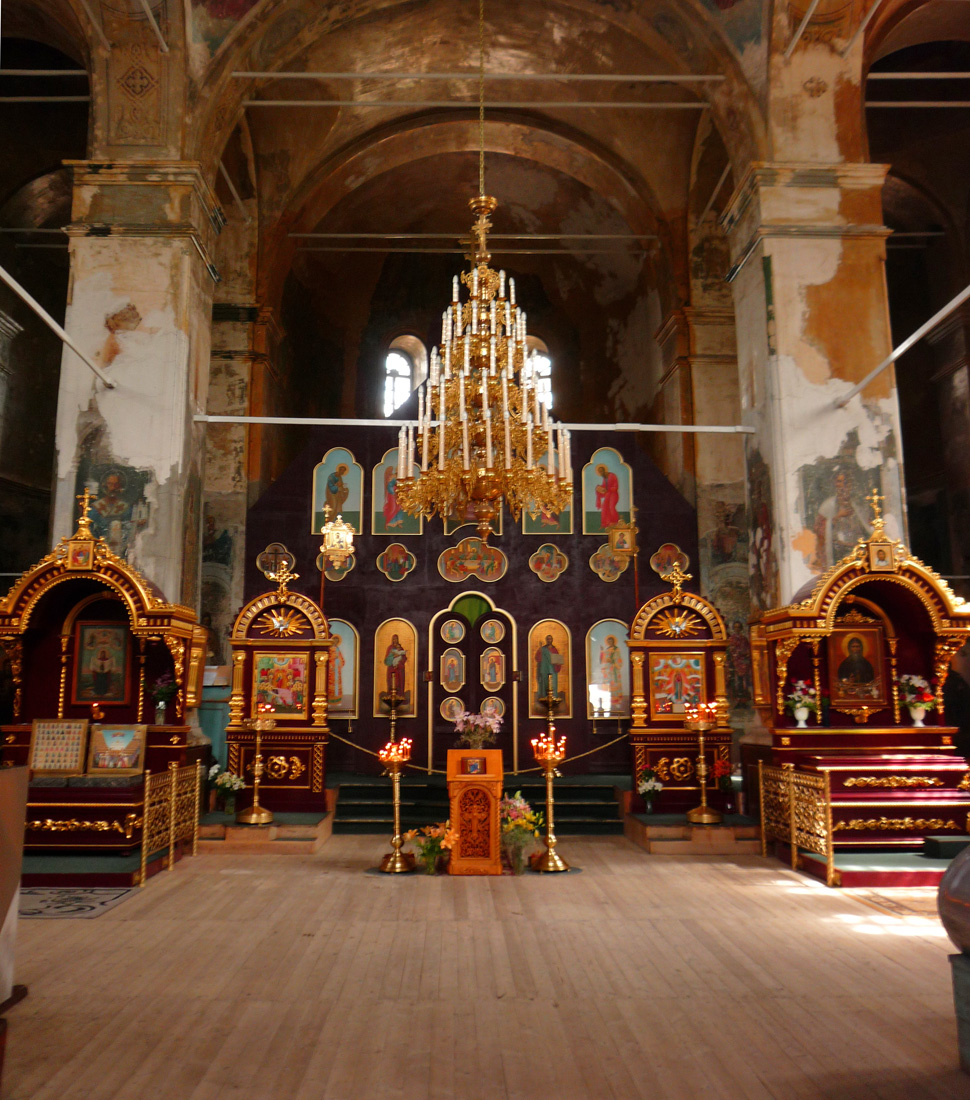
Скорбященская церковь Далматовского монастыря. В правой раке находятся мощи святого Далмата

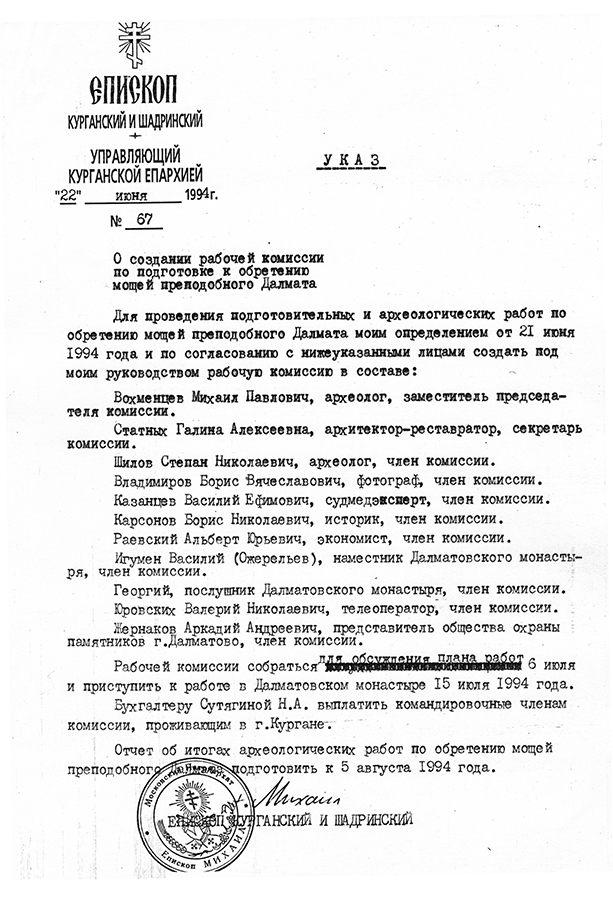
Указ Преосвященнейшего Михаила, Епископа Курганского и Шадринского № 67 от 22 июня 1994 г.

В 1992 году в Далматовском монастыре была возрождена монашеская жизнь. По благословению епископа Курганского и Шадринского Михаила (Расковалова) были проведены раскопки в гробнице святого, и 6 августа 1994 года были обретены мощи преподобного Далмата. Их поместили в деревянной раке в Скорбященской церкви монастыря. К 300-летию смерти Далмата ему были написаны служба и акафист.

В 2004 году Патриарх Московский и всея Руси Алексий II благословил: 
причислить основателя Свято-Успенского мужского монастыря Далмата Исетского к лику местночтимых святых Курганской епархии и включить имя преподобного Далмата Исетского в Собор Сибирских святых с установлением дня памяти 25 июня/8 июля.
В 2012 году учреждена медаль преподобного Далмата Исетского. 14 августа 2012 года архиепископ Курганский и Шадринский Константин (Горянов) вручил писателю Виктору Потанину удостоверение № 1 к только что учреждённой золотой медали преподобного Далмата Исетского I степени.
30 мая 2012 года Синодальная комиссия по канонизации святых признала наличие всех оснований для общецерковного почитания Далмата Исетского. Священный синод на своём заседании 26 июля 2012 года заслушал рапорт епископа Троицкого Панкратия о результатах изучения материалов о почитании преподобного Далмата в епархиях Русской православной церкви и постановил включить вопрос об общецерковном прославлении преподобного Далмата Исетского в повестку дня Архиерейского собора. 4 февраля 2013 года Архиерейский собор Русской православной церкви утвердил его общецерковное прославление в лике общероссийских святых. 29 июля 2017 года Священный синод утвердил и рекомендовал к общецерковному богослужебному употреблению тексты тропаря и кондака преподобному Далмату Исетскому.

### «Шлем Илигея»

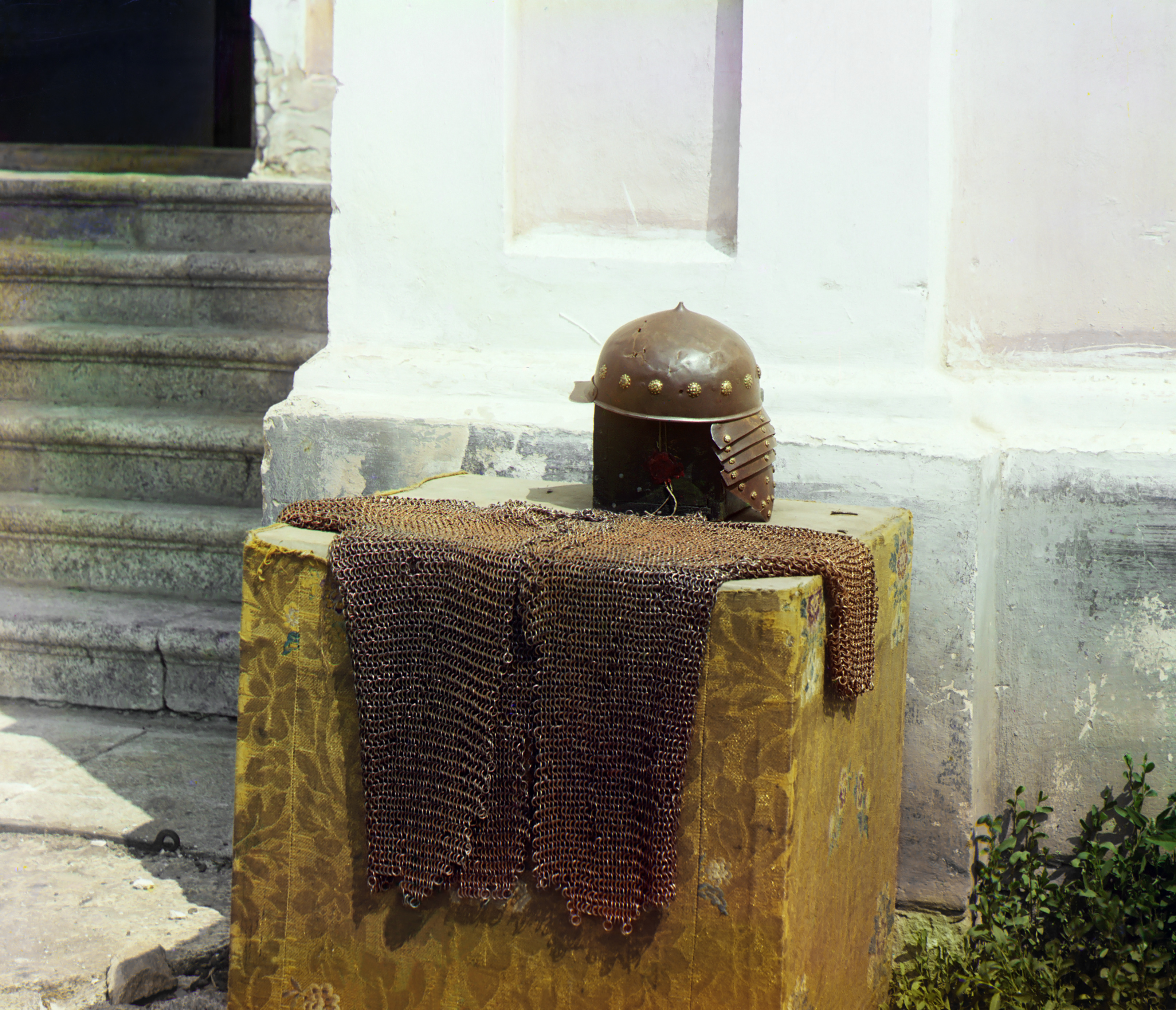
Шлем и кольчуга преподобного Далмата
(С. М. Прокудин-Горский, 1912 год)

При гробнице преподобного Далмата как реликвии хранились шлем и кольчуга, считавшиеся подарком татарина Илигея в знак примирения. Краевед А. И. Кривощёков отмечал следующую роль данных реликвий в почитании Далмата: 
…каждый богомолец, приходящий на поклонение гробу Далмата, считает своим непременным долгом одеть эти вещи и помолиться в них, искренно веря, что одежды Далмата (Илигея) исцеляют от слабости, а шишак от головной боли… Как воина, его считают покровителем и защитником военных.
С этим аспектом почитания Далмата связана традиция — перед отправкой в армию рекруты у гробницы святого надевали шлем и кольчугу как оберег:184.
После закрытия монастыря реликвии попали в Свердловский областной краеведческий музей. В 2015 году глава Курганской области А. Г. Кокорин посетил Далматовский Успенский монастырь и высказал готовность оказать необходимую поддержку в возвращении реликвий в монастырь.
Шлем Илигея относится к западноевропейским кавалерийским шлемам. Он имеет железную полусферическую тулью со следами боевых повреждений. Появление шлема в монастыре связывается с пребыванием на Исети отряда полковника Д. Полуектова, когда Далматовский монастырь в период Башкирского восстания 1662—1664 годов принял удары с юга и был перевалочной базой для походов на Южный Урал. Это мог быть шлем раненого или убитого воина, который был оставлен в монастыре на помин души. Предание о происхождении шлема и кольчуги от татарина Илигея относится ко второй половине XVIII—XIX вв., с этого же периода начинается их почитание в монастыре.

## Иконография

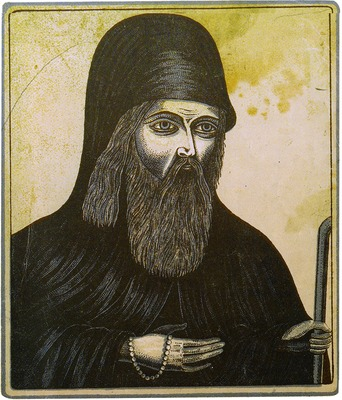
Далмат Исетский
(литография конца XIX века)

Самым ранним изображением преподобного Далмата является его портрет, находившийся на северной стене его усыпальницы: «…хранятся два портрета, написанные с натуры; один монаха Далмата, при коем его келейная мантия и клобук, а другой сына его архимандрита Исаака, при котором находится его посох…»:75. Портрет не сохранился и известен по фотоснимкам С. М. Прокудина-Горского и архивам Далматовского монастыря:256-257. Портрет длительное время считался прижизненным, но по сохранившимся снимкам его датируют XVIII веком и предполагают, что он относится к одному из 8 живописных портретов, заказанных для монастыря архимандритом Иоакинфом в 1760—1770 годах у тобольского иконописца Матвея Морозова:105. На данном портрете Далмат изображён по пояс, вполоборота. На нём мантия, клобук, в правой руке чётки, в левой — посох. Черты лица старца переданы условно — длинная борода, большие глаза, прямой нос, впалые щёки и несколько морщин. В нижней части портрета помещён текст с пространной биографией Далмата. Данный портрет в упрощённой иконографии воспроизведён на литографии конца XIX века:231.
В 1740-е годы была создана деревянная скульптура преподобного Далмата, которая находилась в трапезной нижней церкви Успенского собора монастыря: «…выкладена печера, в ней двери, против оных, в печере патрет в человеческий рост, резной, начального здешней обители монаха Далмата, размалеван по приличности красками»:256. В 1770-е годы вокруг этой скульптуры был создан живописный цикл, рассказывающий об истории Далматовского монастыря. В числе прочих персонажей в него вошли Далмат и его сын Исаак, стоящие по сторонам от каменного Успенского собора. Скульптура и живописный цикл не сохранились.
В 1793 году иконописцем Иваном Соколовским была расписана гробница святого Далмата. На трёх её сторонах были помещены сцены из его жития, связанные с основанием монастыря, а на четвёртой — история монастыря в силлабических стихах.
Иконописные изображения Далмата известны с 1770-х годов: икона святых Исаакия, Далмата и Фавста из монастырской церкви Рождества Христова, росписи усыпальницы (1896 год), образ святого с нимбом конца XIX — начала XX веков, выполненный в технике хромолитографии и другие. К канонизации преподобного Далмата в 1994 году московским иконописцем И. Исаковым был написан поясной образ святого.